# 최고야
〈최고야〉(最高かよ)는 HKT48의 10번째 싱글이다.

## 배경과 릴리즈
전작 "74억분의 1의 너에게"에서 약 5개월 만의 싱글. TYPE-A, TYPE-B, TYPE-C극장판의 4형태로 발매, 이번 작품부터 극장판의 판매 사이트는 "캬라아니 찬스"에서 AKS가 운영하는 "AKB48 그룹 샵"에 변경된다.
선발 멤버 및 센터 포지션은 2016년 7월 13일 후쿠오카의 팰리스 홀그래서 열린 전국 투어 『HKT48 여름의 홀 투어 2016, HKT가 AKB48 그룹을 이탈? 국민 투표 콘서트』의 2일째 공연에서 발표된다. 이노우에 유리야와 타나카 유카가 첫 선발, 모토무라 아오이는 6번째 싱글 "시끄러워!"이후 약 10개월 만의 선발 복귀, 전작의 선발 멤버 중 2016년 7월 31일에 아나이 치히로 외, 사카구치 리코, 타나카 나츠미가 이번 작품에서는 선발에서 벗어났다.
센터 포지션은 2015년에 개최된 『제2회 AKB48그룹 드래프트 회의』로 지명된 가입한 마츠오카 하나이며 드래프트 2기생이 싱글 타이틀 곡의 센터를 맡는 것은 AKB48그룹에서 처음이다.
2016년 8월 15일 오이타 시 iichiko 그랑시아타그래서 열린 앞의 홀 투어 최종 공연(낮 공연)으로, 악곡 제목 발표와 동시에 첫선을 보였다. 또 2016년 9월 9일 방송의 『뮤직 스테이션』로 브라운관에 첫 선 보였다.
공통 연결에는 2016년 3월 30일 결성된 Team TII 최초의 오리지널 악곡 "잘못 들은 록" 이 수록된다. TYPE-A에는 2016년 7월 31일에 HKT48를 졸업한 아나이 치히로의 졸업 노래 "꿈 하나"가 수록된다.가창 멤버 "아나이 치히로와 동료들"은 1기생과 AKB48으로의 이적 멤버 2명으로 구성된다. TYPE-B, C에는 Team H와 Team KIV의 곡을 각각 수록, 극장판에 수록된 "여자야 뛰지 않으면!"은 마츠오카 하나의 솔로 악곡으로, HKT48의 싱글에 멤버의 솔로 곡이 수록된 것은야부키 나코 다음 두번째이다.

## 수록곡

### Type-A
자켓 사진 (표지):오오타 아이카·코다마 하루카·사시하라 리노·타시마 메루·토모나가 미오·마츠오카 나츠미·마츠오카 하나·미야와키 사쿠라
CD
1. 最高かよ / 최고야
(작사: 아키모토 야스시 / 작곡: 이즈미 카즈야 / 편곡: 노나카 "마사" 유이치)
2. 空耳ロック / 잘못 들은 록 - Team TII
(작사: 아키모토 야스시 / 작곡: 스기야마 카즈히코 / 편곡: 와카타베 마코토)
3. 夢ひとつ / 꿈 하나 - 아나이 치히로와 동료들
(작사: 아키모토 야스시 / 작곡·편곡: 후쿠다 타카시)
4. 最高かよ (Instrumental)
5. 空耳ロック (Instrumental)
6. 夢ひとつ (Instrumental)
7. [Secret Track]

DVD
1. 最高かよ Music Video
2. 空耳ロック Music Video
3. 夢ひとつ Music Video
4. HKT48의 단결 수학 여행 Vol.1

### Type-B
자켓 사진 (표지):이노우에 유리야·코다마 하루카·사시하라 리노·타나카 미쿠·후치가와 마이·마츠오카 하나·미야와키 사쿠라·모리야스 마도카
CD
1. 最高かよ / 최고야
2. 空耳ロック / 잘못 들은 록 - Team TII
3. 夜空の月を飲み込もう / 밤하늘의 달을 삼키다 - Team H
(작사: 아키모토 야스시 / 작곡: 이치카와 유이치 / 편곡: 노나카 "마사" 유이치)
4. 最高かよ (Instrumental)
5. 夜空の月を飲み込もう (Instrumental)
6. 夢ひとつ (Instrumental)
7. [Secret Track]

DVD
1. 最高かよ Music Video
2. 空耳ロック Music Video
3. 夢ひとつ Music Video
4. HKT48의 단결 수학 여행 Vol.2

### Type-C
자켓 사진 (표지):코지나 유이·코다마 하루카·사시하라 리노·타나카 유카·마츠오카 하나·미야와키 사쿠라·모토무라 아오이·야부키 나코
CD
1. 最高かよ / 최고야
2. 空耳ロック / 잘못 들은 록 - Team TII
3. Go Bananas! - Team KIV
(작사: 아키모토 야스시 / 작곡: 버그베어 / 편곡: 미즈시마 야스타카)
4. 最高かよ (Instrumental)
5. 空耳ロック (Instrumental)
6. Go Bananas! (Instrumental)
7. 夢ひとつ (Instrumental)
8. [Secret Track]

DVD
1. 最高かよ Music Video
2. 空耳ロック Music Video
3. 夢ひとつ Music Video
4. HKT48의 단결 수학 여행 Vol.3

### 극장반
자켓 사진 (표지):코다마 하루카·사시하라 리노·마츠오카 하나·미야와키 사쿠라
1. 最高かよ / 최고야
2. 空耳ロック / 잘못 들은 록 - Team TII
3. 女の子だもん、走らなきゃ! / 여자아이인 걸, 달려야 해! - 마츠오카 하나
(작사: 아키모토 야스시 / 작곡: 아이루톤 세나 / 편곡: 요시오카 타이시)
4. 最高かよ (Instrumental)
5. 空耳ロック (Instrumental)
6. 女の子だもん、走らなきゃ! (Instrumental)
7. [Secret Track]

## 선발 멤버

### 최고야
(센터:마츠오카 하나)
- 이노우에 유리야, 오오타 아이카, 코지나 유이, 코다마 하루카, 사시하라 리노, 타시마 메루, 타나카 미쿠, 타나카 유카, 토모나가 미오, 후치가미 마이, 마츠오카 나츠미, 마츠오카 하나, 미야와키 사쿠라, 모토무라 아오이, 모리야스 마도카, 야부키 나코

### 꿈 하나
〈아나이 치히로와 동료들〉 명의
- 아나이 치히로, 이마다 미나, 우에키 나오, 오오타 아이카, 쿠마자와 세리나, 코다마 하루카, 사시하라 리노, 시모노 유키, 타나카 나츠미, 후카가와 마이코, 마츠오카 나츠미, 미야와키 사쿠라, 무라시게 안나, 모토무라 아오이, 모리야스 마도카, 와카타베 하루카

### 여자아이인 걸, 달려야 해!
- 마츠오카 하나